# Dodger Stadium
O Dodger Stadium é um estádio de baseball localizado em Los Angeles, Califórnia. É a casa do time de baseball Los Angeles Dodgers, da MLB, e foi casa dos Los Angeles/California Angels de 1962 até 1965.
Inaugurado em 10 de abril de 1962, tem 56.000 lugares (com capacidade de expansão até 85.000 lugares). O estádio é um dos dez da MLB que não tem  nome de uma empresa patrocinadora.
Recebeu 8 vezes o World Series (a decisão entre os campeões da National League e da American League da MLB), com 4 vitórias dos Dodgers (apenas o primeiro, em 1963 o ultimo jogo foi no Dodger Stadium). Além disso, recebeu a competição de baseball dos Jogos Olímpicos de Verão de 1984.
Recebeu uma missa do Papa João Paulo II em 16 de setembro de 1987, vários shows de bandas como: The Beatles, The Rolling Stones, Bee Gees, Elton John, Kiss, Madonna, Michael Jackson, U2 e os Três Tenores (Luciano Pavarotti, Plácido Domingo e José Carreras).
O Dodger Stadium é o 3º Estádio mais antigo entre os da MLB, superado pelo Wrigley Field (Chicago Cubs), Fenway Park (Boston Red Sox).

## Galeria
- Vista aérea do estádio.